# (689) Zita
Pour les articles homonymes, voir Zita.
(689) Zita est un astéroïde de la ceinture principale découvert le 12 septembre 1909 par l'astronome autrichien Johann Palisa.

Sa désignation provisoire était 1909 HJ.